# Olympische Sommerspiele 1908/Schwimmen – 4 × 200 m Freistil (Männer)
Der Schwimmwettkampf über 4-mal 200 Meter Freistil der Männer bei den Olympischen Spielen 1908 in London wurde am 24. Juli 1908 ausgetragen. Es war das erste Mal in der olympischen Geschichte, dass in einem Schwimmbecken geschwommen wurde, zuvor fanden die Wettkämpfe immer in offenen Gewässern statt. Das Schwimmbecken wurde im Inneren des White City Stadiums errichtet. Olympiasieger wurde die Staffel aus dem Vereinigten Königreich. Silber gewannen die Ungarn und Bronze ging an die US-Amerikaner.

## Rekorde
Vor Beginn der Olympischen Spiele waren folgende Rekorde gültig.
| Weltrekord         | unbekannt       | unbekannt       | unbekannt       | unbekannt       |
| Olympischer Rekord | nie ausgetragen | nie ausgetragen | nie ausgetragen | nie ausgetragen |

Folgende neue Rekorde wurden aufgestellt:
| Weltrekord         | 10:53,4 min | Vereinigtes Königreich (William Foster, Paul Radmilovic, John Derbyshire, Henry Taylor) | Halbfinale 2 |
| Olympischer Rekord | 10:53,4 min | Vereinigtes Königreich (William Foster, Paul Radmilovic, John Derbyshire, Henry Taylor) | Halbfinale 2 |

## Ergebnisse

### Halbfinale
Die schnellste Staffel eines jeden Laufs sowie die zeitschnellste zweite Staffel aller Läufe qualifizierte sich für das Halbfinale.
Lauf 1
| Rang | Nation       | Athleten                                                               | Zeit        | Anm. |
| ---- | ------------ | ---------------------------------------------------------------------- | ----------- | ---- |
| 1    | Australasien | Frank Beaurepaire Frank Springfield Reginald Baker Theodore Tartakover | 11:35,0 min |      |
| 2    | Dänemark     | Poul Holm Harald Klem Ludvig Dam Hjalmar Saxtorph                      | 12:53,0 min |      |

Lauf 2
| Rang | Nation             | Athleten                                                       | Zeit        | Anm. |
| ---- | ------------------ | -------------------------------------------------------------- | ----------- | ---- |
| 1    | Großbritannien     | William Foster Paul Radmilovic John Derbyshire Henry Taylor    | 10:53,4 min | WR   |
| 2    | Vereinigte Staaten | Harry Hebner Leo Goodwin Charles Daniels Leslie Rich           | 11:01,4 min |      |
| 3    | Schweden           | Gustaf Wretman Gunnar Wennerström Harald Julin Adolf Andersson | unbekannt   |      |

Lauf 3
| Rang | Nation | Athleten                                                      | Zeit      | Anm. |
| ---- | ------ | ------------------------------------------------------------- | --------- | ---- |
| 1    | Ungarn | József Munk Imre Zachár Béla von Las-Torres Zoltán von Halmay | unbekannt |      |

### Finale
| Rang | Nation             | Athleten                                                               | Zeit        | Anm. |
| ---- | ------------------ | ---------------------------------------------------------------------- | ----------- | ---- |
| 1    | Großbritannien     | John Derbyshire Paul Radmilovic William Foster Henry Taylor            | 10:55,6 min |      |
| 2    | Ungarn             | József Munk Imre Zachár Béla von Las-Torres Zoltán von Halmay          | 10:59,0 min |      |
| 3    | Vereinigte Staaten | Harry Hebner Leo Goodwin Charles Daniels Leslie Rich                   | 11:02,8 min |      |
| 4    | Australasien       | Frank Beaurepaire Frank Springfield Reginald Baker Theodore Tartakover | unbekannt   |      |